# Atractus werneri
Atractus werneri là một loài rắn trong họ Colubridae. Loài này được Peracca mô tả khoa học đầu tiên năm 1912.